# Lee Piché
Lee Anthony Piché (ur. 8 maja 1958 w Minneapolis, Minnesota) – amerykański duchowny katolicki, biskup pomocniczy Saint Paul i Minneapolis w latach 2009-2015.

## Życiorys
Święcenia kapłańskie otrzymał w dniu 26 maja 1984 i został inkardynowany do archidiecezji Saint Paul i Minneapolis. Służył przede wszystkim duszpastersko w rodzinnej archidiecezji. W latach 1994–1999 był wykładowcą filozofii na St. Thomas University, zaś w 2008 otrzymał nomianacje na proboszcza parafii św. Andrzeja Apostoła, wikariusza generalnego archidiecezji oraz kanclerza kurii.
27 maja 2009 mianowany biskupem pomocniczym Saint Paul i Minneapolis ze stolicą tytularną Tamata. Sakry udzielił mu abp John Nienstedt.
15 czerwca 2015 papież Franciszek przyjął jego rezygnację z powodu oskarżeń o zaniedbania w ochronie dzieci przed nadużyciami seksualnymi ze strony duchownych. Wraz z biskupem Piché do dymisji podał się zwierzchnik archidiecezji arcybiskup John Nienstedt.